# Матчи сборной Ленинграда по футболу (1924)
Сезон 1924 года стал 23-м в истории сборной Ленинграда по футболу.
В нём сборная провела
- 6 официальных матчей
  - 5 соревновательных
    - 4 в рамках Чемпионата РСФСР 1924
    - 1 в рамках Чемпионата СССР 1924

  - 1 междугородний
- 5 неофициальных
  - в том числе 3 международных с «рабочими» командами

## Классификация матчей
По установившейся в отечественной футбольной истории традиции официальными принимаются
- Все соревновательные матчи[К 4] официальных турниров — чемпионатов СССР, Российской империи и РСФСР — во времена, когда они проводились среди сборных городов (регионов, республик), и сборная Санкт-Петербурга (Ленинграда) была субъектом этих соревнований; к числу таковых относятся также матчи футбольных турниров на Спартакиадах народов СССР 1956 и 1979 года.
- Междугородние товарищеские игры сборной сильнейшего состава без формальных ограничений[К 5] с адекватным по статусу соперником. Матчи с клубами Санкт-Петербурга и других городов, со сборными не сильнейшего состава и т. п. составляют другую категорию матчей.
- Международные матчи с соперниками топ-уровня — в составах которых выступали футболисты, входившие в национальные сборные либо выступавшие в чемпионатах (лигах) высшего соревновательного уровня своих стран — как профессионалы, так и любители[К 6]. Практиковавшиеся (в основном, в 1920—1930-х годах) международные матчи с так называемыми «рабочими» и им подобными по уровню командами, состоявшими, как правило, из неконкурентоспособных игроков-любителей невысокого уровня, заканчивавшиеся обычно их разгромными поражениями, отнесены в отдельную категорию матчей.

## Статистика сезона
| 1924          |                                      |     |
| С 5           | Ленинград — Тверь                    | 3:1 |
| Н (1)         | Ленинград — Ленинград (II)           | 5:1 |
| С 6           | Ленинград — Новгород                 | 9:1 |
| Н (2)         | Ленинград — Финляндия «рабочая»      | 4:0 |
| Н (3)         | Ленинград (II) — Красная армия (II)  | 4:0 |
| Н (4)         | Ленинград — Норвегия «рабочая»       | 5:3 |
| С 7           | Ленинград — Москва                   | 4:4 |
| С 8           | Ленинград — Москва                   | 1:0 |
| С 9           | Ленинград — Харьков                  | 1:2 |
| Н (5)         | Ленинград — «Везер» Бремен «рабочая» | 7:1 |
| МГ 23         | Ленинград — Москва                   | 1:2 |
| Итого         |                                      |     |
| И В Н П М     |                                      |     |
| 6 3 1 2 19−10 |                                      |     |
| 5 0 25−5      |                                      |     |

## Официальные матчи

### 41. Ленинград — Тверь — 3:1
Соревновательный матч 5 — Чемпионат РСФСР, отборочный турнир, 1/4 финала (отчет)

| Ленинград | 3:1 | Тверь           |
| --------- | --- | --------------- |
|           |     | - (1:1)′ (пен.) |

| Игрок             | Клуб                               |                | Вышел на замену | Гол  |
| ----------------- | ---------------------------------- | -------------- | --------------- | ---- |
| Левицкий, Фёдор   | «Спартак» Московско-Нарвский район | Серебряный гол | 1               | (-1) |
|                   |                                    |                |                 |      |
| Новиков, П.       | «Спартак» Московско-Нарвский район |                | 1               |      |
| Чечот, Константин | «Спартак» Московско-Нарвский район |                | 1               |      |
|                   |                                    |                |                 |      |
| Воног, Владимир   | «Спартак» Московско-Нарвский район |                | 2               |      |
| Хромов, Никита    | «Спартак» Московско-Нарвский район |                | 24              |      |
| Хухтинен, Иван    | «Спартак» Московско-Нарвский район |                | 2               |      |
|                   |                                    |                |                 |      |
| Сыкин, Павел      | «Спартак» Московско-Нарвский район |                | 1               |      |
| Жигунов, А.       | «Спартак» Московско-Нарвский район |                | 1               |      |
| Иванов, Григорий  | «Спартак» Московско-Нарвский район |                | 1               |      |
| Киселёв, Дмитрий  | «Спартак» Московско-Нарвский район |                | 6               | 1    |
| Лобашев, Алексей  | «Спартак» Московско-Нарвский район |                | 1               |      |

| Тверь        |  |
| ------------ |  |
| К.Кондратьев |  |
|              |  |
| ?            |  |
| ?            |  |
|              |  |
| ?            |  |
| ?            |  |
| ?            |  |
|              |  |
| ?            |  |
| А.Розанов    |  |
| ?            |  |
| П.Козлов     |  |
| ?            |  |

### 42. Ленинград — Новгород — 9:1
Соревновательный матч 6 — Чемпионат РСФСР, отборочный турнир, финал (отчет)

| Ленинград                | 9:1 | Новгород |
| ------------------------ | --- | -------- |
| - М.Бутусов - Колотушкин |     |          |

| Игрок               | Клуб                          |                | Вышел на замену | Гол  |
| ------------------- | ----------------------------- | -------------- | --------------- | ---- |
| Павлов, Александр   | «Спартак» Выборгский район    | Серебряный гол | 1               | (-1) |
|                     |                               |                |                 |      |
| Штукин, Дмитрий     | «Спартак» Петроградский район |                | 1               |      |
| Ежов, Пётр          | «Спартак» Петроградский район |                | 5               |      |
|                     |                               |                |                 |      |
| Дембо, Аарон        | «Спартак» Центральный район   |                | 1               |      |
| Батырев, Павел      | «Спартак» Петроградский район |                | 9               | 1    |
| Гуськов, Александр  | «Спартак» Петроградский район |                | 1               |      |
|                     |                               |                |                 |      |
| Сергеев, Михаил     | «Спартак» Центральный район   |                | 1               |      |
| Бутусов, Михаил     | «Спартак» Выборгский район    | Гол · Гол      | 8               | 4    |
| Колотушкин, Модест  | «Спартак» Петроградский район | Гол            | 3               | 2    |
| Антипов, Пётр       | «Спартак» Петроградский район |                | 5               |      |
| Богданов, Александр | «Спартак» Петроградский район |                | 3               |      |

| Новгород |  |
| -------- |  |
| ?        |  |
|          |  |
| ?        |  |
| ?        |  |
|          |  |
| ?        |  |
| ?        |  |
| ?        |  |
|          |  |
| ?        |  |
| ?        |  |
| ?        |  |
| ?        |  |
| ?        |  |

### 43. Ленинград — Москва — 4:4
Соревновательный матч 7 — Чемпионат РСФСР, финал (отчет)

| Ленинград                                                              | 4:4 (от) | Москва                                                    |
| ---------------------------------------------------------------------- | -------- | --------------------------------------------------------- |
| - Антипов (1:0)′ - Эд.Эммерих 30′ (пен.) 31′ (пен.) - М.Бутусов (4:3)′ |          | - 1:1′ 80′ Н.Старостин - 1:2′ П.Артемьев - 3:3′ К.Блинков |

| Игрок               | Клуб                          |                                                                   | Вышел на замену | Гол  |
| ------------------- | ----------------------------- | ----------------------------------------------------------------- | --------------- | ---- |
| Полежаев, Александр | «Спартак» Ленинградский уезд  | Серебряный гол · Серебряный гол · Серебряный гол · Серебряный гол | 7               | (-9) |
|                     |                               |                                                                   |                 |      |
| Эммерих, Эдуард     | «Спартак» Ленинградский уезд  | Гол · Гол                                                         | 1               | 2    |
| Ежов, Пётр          | «Спартак» Петроградский район |                                                                   | 6               |      |
|                     |                               |                                                                   |                 |      |
| Филиппов III, Пётр  | «Спартак» Ленинградский уезд  |                                                                   | 8               |      |
| Батырев, Павел      | «Спартак» Петроградский район |                                                                   | 10              | 1    |
| Карнеев, Борис      | «Спартак» Ленинградский уезд  |                                                                   | 8               | 7    |
|                     |                               |                                                                   |                 |      |
| Григорьев, Пётр     | «Спартак» Центральный район   |                                                                   | 4               | 1    |
| Бутусов, Михаил     | «Спартак» Выборгский район    | Гол                                                               | 9               | 5    |
| Соколов, А.         | «Спартак» Выборгский район    |                                                                   | 1               |      |
| Антипов, Пётр       | «Спартак» Петроградский район | Гол                                                               | 6               | 1    |
| Штукин, Александр   | «Спартак» Петроградский район |                                                                   | 2               |      |

| Москва       |           |
| ------------ | --------- |
| Н.Соколов    |           |
|              |           |
| Рущинский    |           |
| Вс. Кузнецов |           |
|              |           |
| Малахов      |           |
| К.Блинков    | Гол       |
| С.Троицкий   |           |
|              |           |
| Н.Старостин  | Гол · Гол |
| Селин        |           |
| Исаков       |           |
| П.Артемьев   | Гол       |
| Жибоедов     |           |

|  |

### 44. Ленинград — Москва — 1:0
Соревновательный матч 8 — Чемпионат РСФСР, финал, переигровка (отчет)

| Ленинград         | 1:0 | Москва |
| ----------------- | --- | ------ |
| - П.Григорьев 39′ |     |        |

| Игрок               | Клуб                          |     | Вышел на замену | Гол  |
| ------------------- | ----------------------------- | --- | --------------- | ---- |
| Полежаев, Александр | «Спартак» Ленинградский уезд  |     | 8               | (-9) |
|                     |                               |     |                 |      |
| Эммерих, Эдуард     | «Спартак» Ленинградский уезд  |     | 2               | 2    |
| Ежов, Пётр          | «Спартак» Петроградский район |     | 7               |      |
|                     |                               |     |                 |      |
| Филиппов III, Пётр  | «Спартак» Ленинградский уезд  |     | 9               |      |
| Батырев, Павел      | «Спартак» Петроградский район |     | 11              | 1    |
| Карнеев, Борис      | «Спартак» Ленинградский уезд  |     | 9               | 7    |
|                     |                               |     |                 |      |
| Григорьев, Пётр     | «Спартак» Центральный район   | Гол | 5               | 2    |
| Бутусов, Михаил     | «Спартак» Выборгский район    |     | 10              | 5    |
| Соколов, А.         | «Спартак» Выборгский район    |     | 2               |      |
| Антипов, Пётр       | «Спартак» Петроградский район |     | 7               | 1    |
| Богданов, Александр | «Спартак» Петроградский район |     | 4               |      |

| Москва       |  |
| ------------ |  |
| Баклашев     |  |
|              |  |
| Рущинский    |  |
| Вс. Кузнецов |  |
|              |  |
| В.Ратов      |  |
| К.Блинков    |  |
| Ноготков     |  |
|              |  |
| Н.Старостин  |  |
| П.Артемьев   |  |
| Селин        |  |
| Исаков       |  |
| Холин        |  |

### 45. Ленинград — Харьков — 1:2
Соревновательный матч 9 — Чемпионат СССР, финал (отчет)

| Ленинград        | 1:2 | Харьков                     |
| ---------------- | --- | --------------------------- |
| - Д.Родионов 75′ |     | - 32′ Казаков - 65′ Алферов |

| Игрок               | Клуб                          |                                 | Вышел на замену | Гол   |
| ------------------- | ----------------------------- | ------------------------------- | --------------- | ----- |
| Полежаев, Александр | «Спартак» Ленинградский уезд  | Серебряный гол · Серебряный гол | 9               | (-11) |
|                     |                               |                                 |                 |       |
| Эммерих, Эдуард     | «Спартак» Ленинградский уезд  |                                 | 3               | 2     |
| Ежов, Пётр          | «Спартак» Петроградский район |                                 | 8               |       |
|                     |                               |                                 |                 |       |
| Филиппов III, Пётр  | «Спартак» Ленинградский уезд  |                                 | 10              |       |
| Батырев, Павел      | «Спартак» Петроградский район |                                 | 12              | 1     |
| Карнеев, Борис      | «Спартак» Ленинградский уезд  |                                 | 10              | 7     |
|                     |                               |                                 |                 |       |
| Родионов, Дмитрий   | «Спартак» Петроградский район | Гол                             | 3               | 1     |
| Бутусов, Михаил     | «Спартак» Выборгский район    |                                 | 11              | 5     |
| Соколов, А.         | «Спартак» Выборгский район    |                                 | 3               |       |
| Рябов, Филипп       | «Спартак» Ленинградский уезд  |                                 | 1               |       |
| Смирнов, Герман     | «Спартак» Выборгский район    |                                 | 1               |       |

| Харьков    |     |
| ---------- | --- |
| Норов      |     |
|            |     |
| Н.Кротов   |     |
| К.Фомин    |     |
|            |     |
| Капустин   |     |
| В.Фомин    |     |
| Привалов   |     |
|            |     |
| Губарев    |     |
| Шпаковский |     |
| Натаров    |     |
| Алферов    | Гол |
| Казаков    | Гол |

### 46. Ленинград — Москва — 1:2
Междугородний товарищеский матч 23 (отчет)

| Ленинград     | 1:2 | Москва                        |
| ------------- | --- | ----------------------------- |
| - Карнеев 57′ |     | - 20′ Исаков - 80′ Шапошников |

| Игрок               | Клуб                          |                | Вышел на замену | Гол   |
| ------------------- | ----------------------------- | -------------- | --------------- | ----- |
| Полежаев, Александр | «Спартак» Ленинградский уезд  | Серебряный гол | 10              | (-13) |
|                     |                               |                |                 |       |
| Рузанов, Алексей    | «Спартак» Центральный район   |                | 1               |       |
| Ежов, Пётр          | «Спартак» Петроградский район |                | 9               |       |
|                     |                               |                |                 |       |
| Гуськов, Александр  | «Спартак» Петроградский район |                | 2               |       |
| Батырев, Павел      | «Спартак» Петроградский район |                | 13              | 1     |
| Дембо, Аарон        | «Спартак» Центральный район   |                | 2               |       |
|                     |                               |                |                 |       |
| Григорьев, Пётр     | «Спартак» Центральный район   |                | 6               | 2     |
| Варфоломеев, Пётр   | «Спартак» Ленинградский уезд  |                | 4               | 1     |
| Карнеев, Борис      | «Спартак» Ленинградский уезд  | Гол            | 11              | 8     |
| Антипов, Пётр       | «Спартак» Петроградский район |                | 8               | 1     |
| Климанов, Николай   | «Спартак» Володарский район   |                | 1               |       |

| Москва      |     |
| ----------- | --- |
| В.Трофимов  |     |
|             |     |
| К.Блинков   |     |
| В.Андреев   |     |
|             |     |
| В.Ратов     |     |
| Селин       |     |
| Малахов     |     |
|             |     |
| Н.Старостин |     |
| М.Сушков    |     |
| Исаков      | Гол |
| С.Троицкий  |     |
| Шапошников  | Гол |

## Неофициальные матчи
1. Тренировочный матч
| 29 июн Неоф (1) | Ленинград | 5:1 | Ленинград (II) | Поле ЛЦКС, Ленинград |
| |           |     |                | Зрителей: ~3000      |
| Ленинград: Полежаев - Г.Гостев, Ежов - П.Филиппов, Батырев, И.Хухтинен - П.Григорьев, М.Бутусов, Карнеев, Антипов, А.Богданов Ленинград (II): Левицкий - Окунь, Эд.Эммерих - Кузьменко, Хромов, Дембо - Д.Родионов, Д.Киселев, Кусков, В.Комаров, Н.Гостев |           |     |                |                      |

2. Международный матч
| 17 июл Неоф (2) | Ленинград                                                                     | 4:0 | Финляндия («рабочая») | Поле ЛЦКС, Ленинград |
| | - П.Григорьев 30′ - М.Бутусов ~40' (пен) 78′ - Батырев ~65′ - Колотушкин ~85′ |     |                       | Зрителей: ~5000      |
| Ленинград: Полежаев - Эд.Эммерих, Окунь - П.Филиппов, Батырев, Дембо - П.Григорьев, М.Бутусов, Колотушкин, Антипов, А.Богданов (46' А.Штукин) · («рабочая»): Яппиля - Хойнонен, Кнапи - Нюланд, Лехтонен, Витикайнен - Лехто, Линдберг, Викстрём, Нюстрём, Синн |                                                                               |     |                       |                      |

3. Товарищеский матч
| 10 авг Неоф (3) | Ленинград (II) | 4:0 | Красная армия (II) | Ленинград |

4. Международный матч
| 15 авг Неоф (4) | Ленинград                                            | 5:3 | Норвегия («рабочая»)                 | Поле ЛЦКС, Ленинград                        |
| | - М.Бутусов 10′ 47′ (4:2)′ (5:3)′ - Емельянов (3:2)′ |     | - 49′ 53′ Амундсен - (4:3)′ Серенсен | Зрителей: 7000 Судья: Г.Фепонов (Ленинград) |
| Ленинград: Данилевич - Г.Гостев, Ежов - П.Филиппов, Батырев, Карнеев - П.Григорьев, М.Бутусов, А.Соколов, Емельянов, Д.Киселев («рабочая»): Иохансен - Кнудсен, Бьеркели - Эриксен, Ганзен, Вульф - Тольноби, Торквальдсен, Амундсен, Серенсен, Андерсен |                                                      |     |                                      |                                             |

5. Международный матч
| 5 окт Неоф (5)                              | Ленинград                       | 7:1 | «Везер» Бремен («рабочая») | «Спартак» Выборгского района, Ленинград |
|                                             | - М.Бутусов (1)′ (2)′ - Ф.Рябов |     |                            | Судья: А.Черный (Ленинград)             |
| Ленинград: ... М.Бутусов, Ф.Рябов, Климанов |                                 |     |                            |                                         |

## Комментарии
1. ↑  К.Есенин указывал для сборной Москвы только междугородние и международные матчи[1]
2. ↑  В реестре матчей сборной Санкт-Петербурга (Петрограда, Ленинграда), опубликованном группой ленинградских историков и статистиков под редакцией Н.Киселёва[2] учтены только междугородние матчи со сборными городов и республик
3. ↑  Г.Калянов предложил разделение матчей на официальные и товарищеские (для сборной Москвы)[3]
4. ↑  в том числе недоигранные и аннулированные, а также сыгранные с неформатными сборными и клубами — все матчи, объявленные как матчи официальных турниров
5. ↑  Матчи второй, третьей и т. д. (дублёров), а также ведомственных (например, сборной профсоюзов) сборных считаются неформатными. Тем не менее, междугородние матчи и «русской», и «английской» сборных Санкт-Петербурга и Москвы начала века, согласно установившейся традиции, учитываются историками[4][5][1] в их реестрах
6. ↑  Тем не менее, несколько международных матчей 1910-х годов с командами, формально не соответствующими строго данному критерию, но в игровом плане нередко подавляюще превосходившими сборные Санкт-Петербурга и Москвы, учтены[6][7] в их реестрах

### Периодика
- «Красный спорт» Москва 1924. НЭБ — rusneb.ru.
- «Спартак» Ленинград 1924. РГБ — search.rsl.ru.
- «Вестник физической культуры» Харьков 1924. Sport.pdf — vk.com.
- «Тверская правда» 1924. ПБ — prlib.ru.
- «Красная газета» Ленинград 1924. РНБ — primo.nlr.ru.